# داوود بن کثیر رقی
داوود بن کثیر رقی، از راویان شیعه در قرن دوم است که نشانی لقبش را ابوسلیمان و نام پدرش را کثیر گزارش کرده‌است. وی از اهالی شهر رقه در نزدیکی رود فرات بوده‌است. وی به جهت سکونت کوتاهش در کوفه، به کوفی نیز معروف بوده‌است. وی از امام محمد باقر و امام جعفر صادق روایاتی نقل کرده‌است. وی همچنین از گواهی دهندگان مرگ و دفن اسماعیل فرزند امام جعفر صادق بوده‌است. وی را از اصحاب امام موسی کاظم نیز گزارش کرده‌اند.

## زندگی
وی ظاهرا مدتی درکوفه مقیم بوده احتمالا در مدت اقامت جعفر صادق در عراق حدیث  شنیده  است.
روایت است داوود در زمان موسی  رضا مدتی در زندان بوده است،زیرا در نامه ای به رضا از او خواسته که برایش دعا کند و رضا نیز به نامه اش پاسخ داده است.او کمی بعد ازشهادت موسی رضا درگذشت.داوود از راویان کثیرالحدیث به شمار
می رود.هشتاد حدیث از وی در کتب اربعه وارد شده است.

## آثار
داود کثیر رقی دارای تالیفاتی مثل کتاب الاهلیلجه و کتاب المزار و همچنین کتاب اصل بوده است.

## وفات
به تصریح نجاشی وی کمی بعد از موسی رضا  به سال 203 هجری درگذشته است .